# Nadine Malcolm
Nadine Malcolm (Montego Bay, 27 novembre 1975) è un'ex cestista giamaicana, professionista nella ABL e nella WNBA.

## Carriera
Al college, è stata la giocatrice più veloce della storia delle Lady Friars Providence a raggiungere i mille punti, toccati alla 54ª partita. Chiude l'esperienza universitaria da quinta nella classifica storica del college del Rhode Island per punti segnati (1649) e seconda nella media (19,4). È stata nominata due volte nell'All-Big East Second Team, da junior è stata anche nell'All-ECAC First Team.
Dopo una stagione in Portogallo, nel 1997-98, ha giocato nell'American Basketball League con le Atlanta Glory (come sostituta di Cathy Boswell) e le Seattle Reign e nel 2000 ha svolto il training camp WNBA con le Orlando Miracle. La sua esperienza nella lega professionistica è legata a due stagioni con le Indiana Fever, nel 2001 e 2002, più un altro precampionato disputato con le Charlotte Sting nel 2003. L'esperienza in WNBA è inframmezzata da una stagione nella Serie A1 italiana con Priolo.

## Statistiche
Dati aggiornati al 10 aprile 2012
| Stagione        | Squadra         | Competizione | Partite | Partite | Partite | Statistiche tiro | Statistiche tiro | Statistiche tiro | Altre statistiche | Altre statistiche | Altre statistiche | Altre statistiche | Altre statistiche |
| Stagione        | Squadra         | Competizione | Pres.   | Titol.  | Minuti  | Tiri da 2        | Tiri da 3        | Liberi           | Rimb.             | Assist            | Rubate            | Stopp.            | Punti             |
| --------------- | --------------- | ------------ | ------- | ------- | ------- | ---------------- | ---------------- | ---------------- | ----------------- | ----------------- | ----------------- | ----------------- | ----------------- |
| 2001            | Indiana Fever   | WNBA         | 31      | 23      | 705     | 90/212           | 23/56            | 54/62            | 91                | 26                | 13                | 3                 | 257               |
| 2001-2002       | Trogylos Priolo | Serie A1     | 14      |         | 411     | 31/78            | 8/27             | 26/33            | 61                | 3                 | 19                |                   | 112               |
| 2002            | Indiana Fever   | WNBA         | 29      | 28      | 599     | 58/158           | 12/41            | 28/37            | 61                | 21                | 13                | 3                 | 156               |
| Totale carriera |                 |              |         |         |         |                  |                  |                  |                   |                   |                   |                   |                   |